# Борисов, Михаил Владимирович (художник)
Борисов Михаил Владимирович (1959–1998) - московский художник, театральный художник, художник по костюмам. Окончил Московский историко-архивный институт и МВХПУ (бывшее Строгановское).
Член Московского союза Художников, Международной федерации Художников ЮНЕСКО, Союза театральных деятелей России. Работал в театрах Москвы, Даугавпилса, Дзержинска, Омска. Преподавал в Высшей театральной школе-студии С. Мелконяна и в Академии легкой промышленности.
Участник десятков выставок в России и за рубежом. Убежденный приверженец синтеза искусств: живописи, музыки, поэзии. Организатор множества групповых выставок, фестивалей, акций. Неформальный лидер целой группы художников.
Погиб в августе 1998 года, сорвавшись со скалы в Македонии.

## Основные выставки
- 1989-1990 — «Gedanken zut perestroyka», Germany
- 1991 — «Мемориал», Москва, ЦДХ
- 1992 — «Арт-Миф, Москва, Манеж
- 1993 — «Золотая кисть-93», Москва, ЦДХ
- 1994 — «Золотая кисть-94» (лауреат), Москва
- 1994 — Персональная выставка, Москва, Центральный литературный музей
- 1994 — «Альтернатива», выставка конкурс (I премия), Москва
- 1994 — «Итоги сезона 1993-1994», Москва, СТД
- 1996 — «В поисках современного жанра», Москва, ЦДХ
- 1996 — Персональная выставка в галерее «Союз Творчество», Москва
- 1998 — Персональная выставка в галерее «Союз Творчество», Москва